# Jean-François Caujolle
Jean-François Caujolle, né le 31 mars 1953 à Marseille, est un joueur de tennis professionnel français.
Il est depuis 1993 le directeur de l'Open 13 de Marseille.

## Biographie
Son père Georges a tenu une librairie dans le quartier de Mazargues. Marié à Kildine, il a deux filles, Brune et Malicia. Celles-ci travaillent à l'organisation du tournoi Marseillais. Il vit actuellement avec Malika Mokadem et leur fille Marylou. Son frère aîné Patrick est responsable des partenariats de l'Open 13.

## Carrière
Membre de l'équipe de France junior à la fin des années 1960, il s'entraîne à Marseille avec Patrice Dominguez et Jean Lovera sous la direction de Joseph Stolpa. En 1969, il est finaliste de l'Orange Bowl dans la catégorie des moins de 16 ans. Avec Denis Naegelen, il est finaliste de la Coupe de Galea en 1971. Grand espoir du tennis français, sa carrière sera cependant ternie par plusieurs soucis musculaires.
Palliant plusieurs forfaits, il est sélectionné pour jouer un match de double avec Wanaro N'Godrella en phase préliminaire de la Coupe Davis 1974 contre le Portugal. Malgré plusieurs sélections dans les années qui suivent, il s'agit de l'unique match qu'il dispute dans cette compétition.
En 1978, il est champion de France au National à Toulouse, battant Patrice Dominguez.
En 1980, à Monte-Carlo il bat le no 2 Jimmy Connors. Il manque de peu a rééditer son exploit à Roland-Garros après avoir mené 2 manches à 0 et 5-0 dans la 3ᵉ manche (6-3, 6-2, 5-7, 1-6, 1-6).
Une entorse avec déchirure de l'aponévrose lors d'un match à Barcelone en 1981 contre Wilander le jour de ses 28 ans, l'arrivée des moyens tamis auquel il ne put s'adapter, mais aussi la naissance de sa fille en 1980 le pousseront à arrêter le tennis. 
Il est no 2 français en fin d'année 1976 derrière François Jauffret.

## Après carrière
Après sa carrière, il travaille comme représentant commercial pour Major (ex-Technifibre) et Lasserre. En 1984, il devient entraineur dans un centre d'entrainement au TC Arbois près de Marseille où il exerce jusqu'en 1990, année où il intègre une société de relation public spécialisé dans le sport.
En 1993, il crée l'Open de Marseille. En 2007, il devient codirecteur avec Cédric Pioline du Masters de Paris-Bercy. En 2008, il lance avec Gilles Moretton et Jean-Louis Haillet le Masters France. En 2010, il relance l'Open de Nice.

## Palmarès

### Finales en simple messieurs
| No | Date       | Nom et lieu du tournoi | Catégorie | Dotation | Surface      | Vainqueur     | Score         |  |
| -- | ---------- | ---------------------- | --------- | -------- | ------------ | ------------- | ------------- |  |
| 1  | 04-07-1977 | Suisse Open, Gstaad    |           | 75 000 $ | Terre (ext.) | Jeff Borowiak | 2-6, 6-1, 6-3 |  |

## Parcours dans les tournois duGrand Chelem

### En simple
| Année | Open d'Australie | Open d'Australie | Internationaux de France | Internationaux de France | Wimbledon       | Wimbledon        | US Open         | US Open        |
| ----- | ---------------- | ---------------- | ------------------------ | ------------------------ | --------------- | ---------------- | --------------- | -------------- |
| 1970  | —                | —                | 1er tour (1/64)          | Éric Drossart            | —               | —                | —               | —              |
| 1971  | —                | —                | —                        | —                        | —               | —                | —               | —              |
| 1972  | —                | —                | —                        | —                        | —               | —                | —               | —              |
| 1973  | 1er tour (1/32)  | H.-J. Ploetz     | —                        | —                        | 1er tour (1/64) | John Lloyd       | —               | —              |
| 1974  | 2e tour (1/16)   | W. N'Godrella    | 1er tour (1/64)          | Björn Borg               | 1er tour (1/64) | Thomaz Koch      | 1er tour (1/64) | John Alexander |
| 1975  | —                | —                | 2e tour (1/32)           | Belus Prajoux            | 2e tour (1/32)  | Alex Metreveli   | —               | —              |
| 1976  | —                | —                | 3e tour (1/16)           | Harold Solomon           | 1er tour (1/64) | Ismail El Shafei | 2e tour (1/32)  | K. Johansson   |
| 1977  | —                | —                | 2e tour (1/32)           | H. Gildemeister          | —               | —                | —               | —              |
| 1978  | n.o.             | n.o.             | 1er tour (1/64)          | John Alexander           | 1er tour (1/64) | Rick Fisher      | —               | —              |
| 1979  | n.o.             | n.o.             | 3e tour (1/16)           | Guillermo Vilas          | 1er tour (1/64) | Jimmy Connors    | —               | —              |
| 1980  | n.o.             | n.o.             | 2e tour (1/32)           | Jimmy Connors            | —               | —                | —               | —              |
| 1981  | n.o.             | n.o.             | 3e tour (1/16)           | Jimmy Connors            | —               | —                | —               | —              |
| 1982  | n.o.             | n.o.             | 2e tour (1/32)           | Peter Elter              | —               | —                | —               | —              |

N.B. : à droite du résultat se trouve le nom de l'ultime adversaire.

### En double
| Année | Open d'Australie         | Open d'Australie      | Internationaux de France     | Internationaux de France | Wimbledon                     | Wimbledon                 | US Open | US Open |
| ----- | ------------------------ | --------------------- | ---------------------------- | ------------------------ | ----------------------------- | ------------------------- | ------- | ------- |
| 1974  | 2e tour (1/16) L. Parker | Syd Ball Bob Giltinan | 1er tour (1/32) É. Deblicker | B. Gottfried R. Ramírez  | —                             | —                         | —       | —       |
| 1975  | —                        | —                     | —                            | —                        | 1er tour (1/32) J.-L. Haillet | Phillips-Moore Gene Scott | —       | —       |
| 1976  | —                        | —                     | 1er tour (1/32) Jean Lovera  | Iván Molina J. Velasco   | 1er tour (1/32) G. Goven      | Ross Case Geoff Masters   | —       | —       |
| 1977  | —                        | —                     | 1er tour (1/32) J. Higueras  | R. Cano B. Prajoux       | —                             | —                         | —       | —       |
| 1978  | n.o.                     | n.o.                  | 1er tour (1/32) D. Bedel     | A. Muñoz A. Zugarelli    | —                             | —                         | —       | —       |
| 1979  | n.o.                     | n.o.                  | 1er tour (1/32) C. Freyss    | Rick Fagel Billy Martin  | —                             | —                         | —       | —       |
| 1980  | n.o.                     | n.o.                  | 1er tour (1/32) R. Brunet    | Billy Martin F. Taygan   | —                             | —                         | —       | —       |

N.B. : le nom du ou de la partenaire se trouve sous le résultat ; le nom des ultimes adversaires se trouve à droite.

## Classements ATP en fin de saison
| Année          | 1974 | 1975 | 1976 | 1977 | 1978 | 1979 | 1980 | 1981 | 1982 |
| Rang en simple | 156  | 101  | 95   | 78   | 328  | 71   | 101  | 205  | 434  |
| Rang en double | –    | 216  | 225  | 184  | 482  | 552  | 413  | –    | –    |

Source : (en) Classements de Jean-François Caujolle sur le site officiel de la Fédération internationale de tennis